# دار عثمان بن عفان الصغرى
دار عثمان بن عفان الصغرى أحد الدور التاريخية المجاورة للمسجد النبوي الشريف.
كانت هذه الدار بجوار دار عثمان بن عفان الكبرى، وعرفت باسم رباط سيدنا عثمان بن عفان فيما بعد، وقد وقد أزيلت ضمن التوسعة الملك فهد للمسجد النبوي الشريف.